# Gabriel Domenech
Pour les articles homonymes, voir Domenech.
Gabriel Domenech, né le 4 septembre 1920 à Reynès (Pyrénées-Orientales) et mort le 14 mai 1990 à Marseille (Bouches-du-Rhône),, est un journaliste et un homme politique français.

## Biographie
Il entre au quotidien de droite Le Méridional en 1945 et y passe toute sa carrière journalistique. Il en est le rédacteur en chef à partir de 1971 et jusqu'à son départ, en 1985.
En 1958, il devient conseiller général du canton de Peyruis, dans les Basses-Alpes, département où il s'était implanté, et quelques mois plus tard, il est élu député. Il avait fait campagne sur le thème de l'Algérie française, qui lui est cher. Il s'apparente au groupe des Républicains populaires et centre démocratique (droite non gaulliste). En 1962, resté attaché à l'Algérie française, il est battu.
Il milite alors au Centre démocrate, devenu ensuite Centre des démocrates sociaux (CDS), mais se consacre surtout à son activité de journaliste, où il expose ses griefs contre les gaullistes et les Algériens, évoluant vers l'extrême droite et s'inspirant de Léon Daudet.
Dans Le Méridional du 26 août 1973, il publie « Assez, assez, assez ! », un éditorial virulent critiquant l'immigration algérienne, à la suite de l'égorgement d'un chauffeur de bus à Marseille par un Algérien nommé Salah Bougrine.

« Bien sûr, on nous dira que l'assassin est fou, car il faut bien une explication, n'est-ce pas, pour satisfaire ceux qui refusent d'admettre que le racisme est arabe avant d'être européen. Et qu'il n'y a, finalement, de racisme européen que parce que l'on tolère, depuis trop longtemps, tous les abus du monde arabe… pour de basses raisons pétrolières. La folie n'est pas une excuse. Cet assassin-là, même s'il est fou (je dirai plus, s'il est fou), les pouvoirs publics sont encore plus gravement coupables de l'avoir laissé pénétrer sur notre territoire.
Nous en avons assez. Assez des voleurs algériens, assez des casseurs algériens, assez des fanfarons algériens, assez des trublions algériens, assez des syphilitiques algériens, assez des violeurs algériens, assez des proxénètes algériens, assez des fous algériens, assez des tueurs algériens. »

Dans les semaines qui suivent, une vague d'agressions racistes fait une douzaine de morts dans l'agglomération marseillaise. Domenech sera condamné pour injure contre un groupe national (« sont accumulées sur quelques lignes des épithètes offensantes et méprisantes à l'égard des ressortissants algériens »),, malgré le soutien de l'ensemble de la droite marseillaise .
Le 31 décembre 1985, il prend sa retraite, quitte le CDS, et se rallie au Front national. Il est élu député et conseiller régional des Bouches-du-Rhône en mars 1986 sur deux listes FN et prend sa carte au parti un an plus tard. Il est animé, selon ses propres termes, par le souci d'« apporter la caution de quarante ans de journalisme au service de la vérité » à Jean-Marie Le Pen : « Le Front national est la seule formation politique répondant aux questions que je me pose comme Français, chrétien, père de famille et grand-père, mais aussi comme journaliste. » À la suite de l'accord de cogestion entre la droite et l'extrême droite, Gabriel Domenech est élu vice-président de la région Provence-Alpes-Côte d'Azur. Aux élections législatives de 1988, il bénéficie de l'accord de désistement réciproque entre RPR et l'UDF d'une part, le FN d'autre part, mais échoue de peu à conserver son siège de député. Deux mois plus tard, il devient président de la fédération FN des Bouches-du-Rhône, poste qu'il doit quitter en mai 1989, à cause du résultat médiocre obtenu par la liste FN aux élections municipales de mars. Il meurt un an plus tard.

## Publications
- Lurs, toute l'affaire Dominici, Forcalquier, Imprimerie C. Testanière, 1956. Réédition : Dominici : et si c'était lui ?, Toulon, Les presses du Midi, 2004.
- Comment devenir député, Paris, Albin Michel, 1973.
- Provence buissonnière, Paris, Albin Michel, 1975.
- Paris, ça suffit !, Paris, Éditions J.-C. Simoën, 1976.
- Provence mienne, Paris, Albin Michel, 1978.
- Les 950000 jours de Marseille, Marseille, D.G.D.L., 1979.
- Les 950000 jours de Marseille. 2, Marseille, D.G.D.L., 1981.
- Éloge de l'ivresse, Paris, Albin Michel, 1981.
- Les Lettres ouvertes de monsieur Tout-le-monde, Marseille, D.G.D.L., 1983.